# Dicarió
El dicarió (en anglès: dikaryon) és una característica del nucli cel·lular que només es presenta en certs fongs, en els quals després de la plasmogàmia els dos nuclis compatibles de dues cèl·lules es desaparellen i cohabiten sense cariogàmia dins les cèl·lules de les hifes. El nom dikaryon prové de les paraules del grec δι (di) que significa "dos" i καρυόν (karyon) que significa "nou (fruit)", referint-se al nucli cel·lular. Una cèl·lula dicariòtica és una cèl·lula que conté dos nuclis. La sincronització que divideix els parells es manté en les cèl·lules més antigues mentre que les cèl·lules més noves o les puntes de les hifes són també binucleades, és a dir endospèrmiques dicariòtiques, en els Ascomycota aquest atribut dels nuclis que fa tal cosa només es troba en les hifes ascogèniques, però és la fase dominant en els Basidiomycota. La formació de dicarió és una característica plesiomòrfica del subregne Dikarya, el qual cobreix tant els Basidiomycota com els Ascomycota. Els Ascomycota i Basidiomycota tenen uns mecanismes específics per mantenir els dicarions. Tanmateix alguns fongs, en cadascun d'aquests fílums de fongs, han evolucionat cap altres mètodes per mantenir els dicarions.